# Rödbrun sumphöna
Rödbrun sumphöna (Zapornia fusca) är en vida spridd asiatisk fågel i familjen rallar inom ordningen tran- och rallfåglar.

## Utseende
Rödbrun sumphöna är en liten rall med en kroppslängd på 22 centimeter. Ben och ögon är röda, ovansidan brun och undersidan kastanjefärgad. Den har svartvit bandning på bakre delen av flankerna och undergumpen. Ungfågeln är genomgående mörkt olivbrun med vitbandade undre stjärttäckare och fint vitfläckig på resten av undersidan.

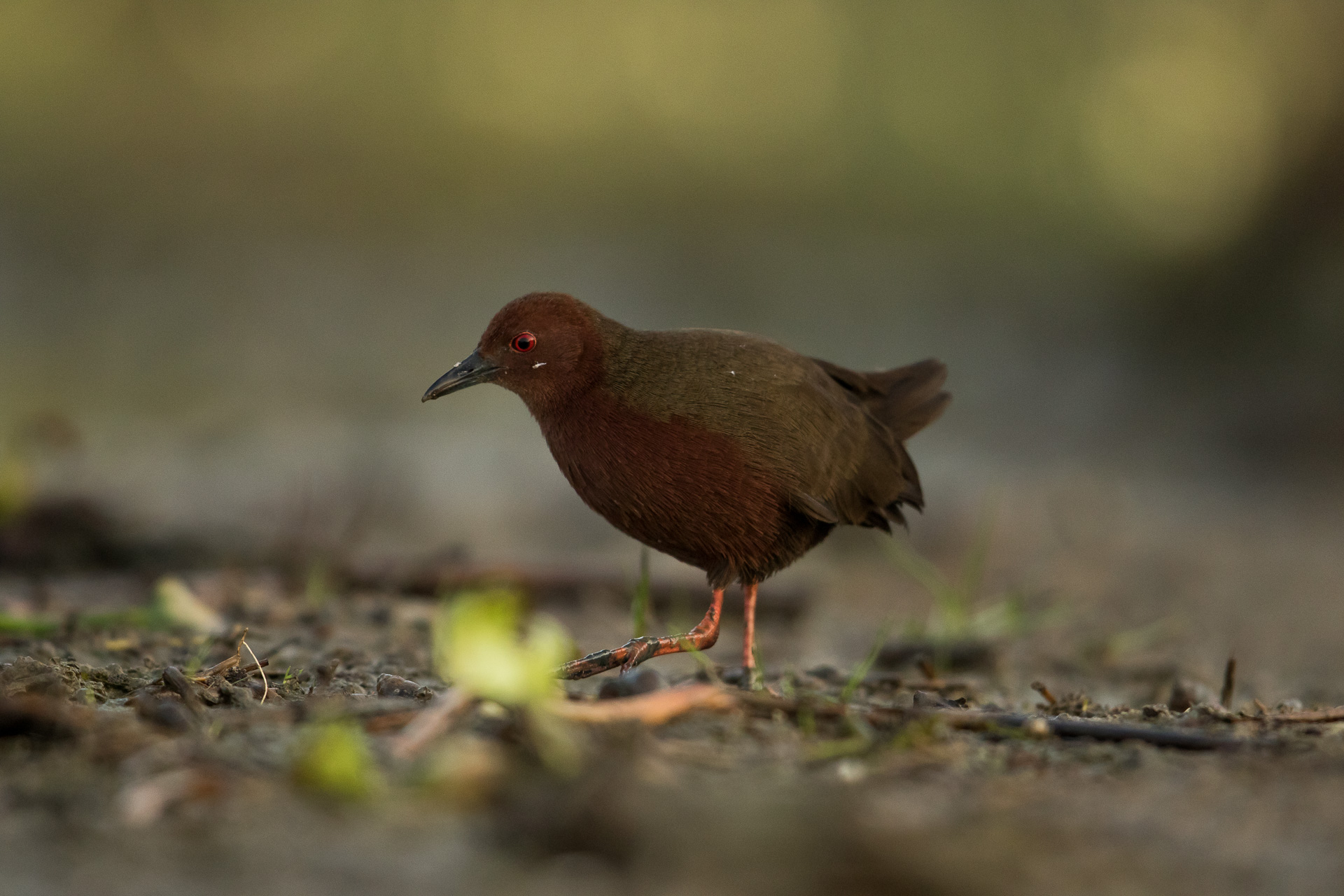

## Läten
Rödbrun sumphöna hörs i skymning och gryning med korta fallande drillar som accelererar. De inleds med hårda "kyot" som upprepas och accelereras så att det låter som dörrknackningar. Även kluckande "puk" hörs under födosök.

## Utbredning och systematik
Rödbrun sumphöna delas in i fyra underarter:
- Zapornia fusca fusca – förekommer från Pakistan och Indien till Malackahalvön, Indonesien och Filippinerna
- Zapornia fusca zeylonica – förekommer i västra indiska halvön och Sri Lanka
- Zapornia fusca erythrothorax – förekommer i Japan, östra Kina, Manchuriet, Indokina och Taiwan
- Zapornia fusca phaeopyga – förekommer på Ryukyuöarna

Vissa urskiljer även underarten bakeri med utbredning från Pakistan och norra Indien österut till sydcentrala Kina (sydvästra Sichuan och sydvästra Yunnan) samt Indokina och begränsar därmed nominatformen till Indonesien och Filippinerna.
Ett fynd, 23 november till 4 december 2012, finns från Oman.

### Släktskap
Tidigare fördes den till släktet Porzana, men DNA-studier visar att den endast är avlägset släkt med typarten för Porzana småfläckig sumphöna och förs därför tillsammans med flera andra arter till ett annat släkte, Zapornia.

## Ekologi
Rödbrun sumphöna trivs i våtmarker, risfält och kanaler. Den förekommer normalt i låglänta områden men häckar upp till 2.000 meters höjd i Himalaya. Den lägger tre till nio ägg som ruvas i 20 dagar. Båda föräldrar tar han om ungarna. Arten livnär sig av mollusker, vattenlevande insekter och insektslarver samt frön och skott från vattenväxter.

## Status
Arten har ett stort utbredningsområde och internationella naturvårdsunionen IUCN kategoriserar arten som livskraftig. Beståndsutvecklingen är dock oklar.